# 나는 항공관제관
『나는 항공관제관』（보쿠관, 일본어: ぼくは航空管制官, ぼくはこうくうかんせいかん, Air Traffic Controller)은 1998년 7월에 주식회사 테크노브레인(株式会社テクノブレイン)이 발매한 윈도우용으로 제공되는 일본 최초 항공관제 시뮬레이터 게임과 그 시리즈이다.
원래는 PC 게임이지만 플레이스테이션판, PSP판, GBA판, 휴대전화・PHS판, NDS판 등의 파생 소프트웨어도 나와 있다.

## 개요
지금까지의 항공업계를 소재로 한 시뮬레이션 게임은 항공기의 조종을 목적으로 한 게임이나 항공회사를 소재로 한 경영 시뮬레이션 게임 등이라서 주로 전자에서는 항공기의 조종, 후자에서는 항공업계를 주로 다룬 것에 비해, 이 게임에서는 공항관제를 주로 다루는 부분이 크게 다르다는 점에서 비행기는 플레이어의 지시대로 비행・이착륙・지상이동을 한다.
일반적인 항공게임은 많은 지식이 요구돼 조작도 고도의 기술을 요구하는 경우가 많지만 『남녀노소 폭넓은 연령층이 즐길 수 있는 목적의 두뇌 게임』이라고 인식되어 간단한 조작으로 가볍게 플레이 할 수 있다는 생각을 가지고 있다. 간단한 조작성과 더불어 튜토리얼이 마련되어 있어 게임을 시작함에 있어서 항공에 관한 지식은 거의 필요하지 않다. 하지만 항공지식을 가진 사람들도 충분히 만족하는 수준의 내용을 가지고 있어 많은 팬들이 있다.
현실을 충실히 재현한 「관제 시뮬레이션」이라기보다는 항공기를 배치하는 고민으로 생각을 짜내는 「항공 퍼즐 게임」으로서의 색이 강해 게임성의 확보를 위해서 현실감을 잃어버린 면이 있다. 그 때문에 철저함・충실함을 바라는 플레이어에게 있어서는 부족한 면도 있다.

## 나는 항공관제관
1998년에 첫 작품이 발매되었다. 본 시리즈에서는 2차원 그래픽 공항의 조감도를 도트 그림의 항공기가 운행한다. 공항이나 상공의 항로는 한 화면에 잘 나타나도록 간략화되어 있다.

### 시리즈 일람
- 나는 항공관제관
  - 등장 공항…미야자키 공항・히로시마니시 비행장・마쓰야마 공항・오사카 국제공항・나고야 공항・도쿄 국제공항
- 나는 항공관제관 파워업키트 1
  - 등장 공항…사가 공항・후쿠오카 공항・코마츠 공항
- 나는 항공관제관 밸류팩
  - 등장 공항…미야자키 공항・히로시마니시 비행장・마츠야마 공항・오사카 국제공항・나고야 공항・도쿄 국제공항・사가 공항・후쿠오카 공항・코마츠 공항
- 나는 항공관제관 파워업키트 2
  - 등장 공항…간사이 국제공항・신도쿄 국제공항・신치토세 공항
- 나는 항공관제관 밸류팩 2
  - 등장 공항…미야자키 공항・히로시마니시 비행장・마츠야마 공항・오사카 국제공항・나고야 공항・도쿄 국제공항・간사이 국제공항・신도쿄 국제공항・신치토세 공항
- 나는 항공관제관 챌린지!
- 나는 항공관제관 개정판
  - 등장 공항…「나는 항공관제관」과 동일
- 나는 항공관제관 파워업키트 3
  - 등장 공항…없음
- 나는 항공관제관 풀 스테이지
  - 등장 공항…미야자키 공항・히로시마니시 비행장・마츠야마 공항・오사카 국제공항・나고야 공항・도쿄 국제공항・사가 공항・후쿠오카 공항・코마츠 공항・간사이 국제공항・신도쿄 국제공항・신치토세 공항

## 나는 항공관제관 2
2001년에 다시금 현실을 추구한 속편이 발매되었다. 구별의 의미로 「보쿠관 2」라고 통칭한다.
이 시리즈부터 최대로 변한 점은 그래픽으로, 초대 「보쿠관」이 2D 그래픽이었지만 「보쿠관 2」에서는 3D 그래픽이다. 공항 모델은 「실물」에 가까운 것이어서 특별히 공항 상공의 착륙진입・출발 지역의 지도는 대체로 확대되었다. 또한 관제 담당을 할 때마다 지시하는 방법이 변경되어 있다. 기본적으로는 하나의 카테고리에 세 개의 스테이지가 있어서 보통은 하나의 공항에 2개의 카테고리가 있다.
「보쿠관 2」에서 등장하는 항공회사는 기본적으로는 실제의 항공회사여서 도장의 사용허가도 얻고 있다. 또한 출발경로(SID)・도착경로(STAR)도 실물에 가깝게 되어 있다.
관제 담당을 할 때마다 자막이 나타나지만, 일본어・영어・무자막을 선택할 수 있다. 자막을 영어로 해도, 일본어 교신은 일본어 자막이 흐른다.

### 시리즈 일람
- 도쿄 빅윙 A（알파）…도쿄 국제공항(하네다 공항)

나는 항공관제관 3 가고시마 Island line.

  - 등장 항공회사…일본항공・전일본공수・일본 에어시스템・일본 트랜스오션 항공・JAL 익스프레스・에어 닛뽄・스카이마크 항공・홋카이도 국제항공・해상보안청・중화항공・에바항공
  - 발매당시는 나리타공항 B 활주로가 공용개시 전이라서 중화항공・에바항공이 국제선으로 도착했다.
  - 가공의 항공회사 「테크노에어」가 등장한다.
- 도쿄 빅윙 B（브라보）…도쿄 국제공항(하네다 공항)
  - 「도쿄 빅윙 A」의 속편으로 공항의 야경이 재현되어 있다. 국제선 전세기편도 등장한다. 「도쿄 빅윙 A」의 추가 키트의 성격이라서 단독으로는 실행할 수 없다.
- 가고시마 낙도 관제…가고시마 공항・타네가시마 공항・야쿠시마 공항
  - 등장 항공회사…일본항공・전일본공수・일본 에어시스템・일본 에어커뮤터・JAIR・오리엔탈 에어브릿지・폴라 에어카고
  - 가고시마 공항뿐만 아니라 타네가시마・야쿠시마의 라디오관제도 동시에 실시한다.
  - 이륙기에 교차 이륙을 지시할 수 있다.
  - 실물과 동일한 조건을 충족시킨다면, 타네가시마 우주 센터에서 로켓이 발사된다.
- 가고시마 낙도 관제 리뉴얼판…가고시마 공항・타네가시마 공항・야쿠시마 공항
  - 등장 항공회사…일본항공・전일본공수・일본 에어커뮤터・JAIR・오리엔탈 에어브릿지・스카이마크 항공・폴라 에어카고
  - 기본적으로는 「가고시마 낙도 관제」와 같지만 일본항공 그룹은 신 기재를 쓰고 있다. 또한 새롭게 스카이마크 항공이 가고시마 공항에 취항했다.
- 고마츠 기지 항공제…항공자위대・고마츠 기지(고마츠 공항)
  - 등장 항공회사…일본항공・전일본공수・일본 에어시스템・에어 니뽄・항공자위대
  - 처음으로 군민공용공항이 무대가 되었다.
  - 이 작품만 보통과 다른 구성이라서 스피드 퀴즈도 있다.
- 나리타 Gate of Japan…나리타 국제공항(당시는 신도쿄 국제공항)
  - 등장 항공회사…전일본공수・일본 에어시스템・중일본항공 서비스・IBEX 항공・일본화물항공・싱가포르 항공・중화항공・에바 항공・대한항공・콴타스 항공・노스웨스트 항공・유나이티드 항공・에어 프랑스・루프트한자 항공・아예로플로트 항공・영국항공・페덱스
  - 이 시기에 일본항공과 일본 에어시스템의 경영통합이 화제가 되어서 이 영향으로 일본항공의 도장 이용 허가를 얻지 못했다. 「도쿄 빅윙 A」를 도입하는 경우에만 일본 항공기가 등장했다. 일본 에어시스템의 레인보우 세븐이 LA행으로 등장한다(실제는 노스웨스트 운항편으로 있지 않다).
  - 중화항공・에바 항공이 나리타로 이전한 후(제 2 활주로 개방 후)라서 이 게임에도 등장한다.
  - LA행이 B활주로에서 이륙하는 등 비현실적인 측면도 많다(태평양 횡단이나 유럽 직행 등의 연료를 보충한 항공기가 잠정적으로 B 활주로에서 이륙하는 것은 불가능하다.).
- 도쿄 빅윙 Complete…도쿄 국제공항(하네다 공항）
  - 등장 항공회사…일본항공・전일본공수・일본 에어시스템・일본 트랜스오션 항공・JAL Express・에어 니뽄・스카이마크 항공・홋카이도 국제항공・스카이넷 아시아 항공・해상보안청・국토교통성・중화항공・에바 항공・에어버스 트랜스포트
  - 「도쿄 빅윙A」와「도쿄 빅윙B」를 통합해서 새로운 스테이지를 좀 더 추가한 것이다. 업그레이드로 자리매김해서 경영통합 전의 일본항공과 일본 에어시스템이 등장한다.
  - 최종 스테이지에서는 A300-600ST 「벨루가」가 등장하지만 아직 하네다 공항에 날아온 적은 없다. 항공국의 서브 2000도 등장한다.
- 나고야 Jumble Airport…나고야 공항(현재는 나고야 비행장)
  - 등장 항공회사…전일본공수・일본 에어시스템・중일본항공 서비스・JAIR・타이 국제항공・중국동방항공・노스웨스트 항공・발릭 항공・항공자위대
  - 「코마츠 기지 항공제」에 이어서 군민 공용 공항이 무대가 된 작품으로 미쓰비시 중공업의 시험 비행기도 등장한다. 발착기가 많은 관계로 난이도가 꽤 있다.
  - 제목의 「Jumble」은 점보기에서부터 세스나기까지 취항하는 나고야 공항을 나타낸 「뒤섞여있다」는 의미의 말이다.
  - 도장 사용 허가가 나지 않은 관계로 이 작품에서 일본 항공기는 등장하지 않는다. 하지만 일본 에어시스템은 도장 허가가 나서 등장한다.
  - 이 시리즈부터는 은퇴한 기재도 등장한다. 게임이라면 이럴 수 있겠다는 기획으로 이 작품에서는 제트스트림 31・DC-3・F86-F가 등장한다. 또한 YS-11의 1호기도 등장해서 시작기의 긴 피토 튜브도 재현되어 있다.
- 나리타 Starlight Airwings…나리타 국제공항(당시는 신도쿄 국제공항)
  - 등장 항공회사…전일본공수・일본 에어 시스템・중일본항공 서비스・IBEX 항공・일본화물항공・싱가포르 항공・타이 항공・중화항공・에바 항공・중국동방항공・대한항공・아시아나항공・콴타스 항공・노스웨스트 항공・유나이티드 항공・델타 항공・발릭 항공・에어 프랑스・루프트한자 항공・아예로플로트 항공・알리탈리아 항공・스위스 국제항공・영국항공・페덱스
  - 「나리타 Gate of Japan」의 속편으로 공항의 야경이 재현되어 있다. 항공회사는 24개사가 등장하여 시리즈 중 가장 많다. 「도쿄 빅윙 B」와는 달라서 이 작품은 단일 소프트웨어로도 실행이 가능하다.
  - 도장 사용 허가가 나지 않았기 때문에 이 작품에서는 일본 항공기는 등장하지 않는다.
  - 마지막에는 콩코드가 등장하지만 실제로는 나리타 국제공항에 콩코드가 온 적은 없다. 그 밖에 일류신 62나 록히드 L-1011 트라이스타도 등장한다.
- 오키나와・남풍의 항적…나하 공항
  - 등장 항공회사…전일본공수・일본 트랜스오션 항공・류큐 에어커뮤터・에어닛폰・에어돌핀・중화항공・아시아나항공・중국동방항공・항공자위대・해상자위대・육상자위대
  - 군민 공용 공항의 세 번째 작품이다. 미군 항공 교통 관제도 포함되어 있지만 이 작품도 난이도가 있다.
  - 이륙기에 교차 이륙을 지시할 수 있다.
  - 일본 트랜스오션 항공의 도장 사용 허가가 났기 때문에 일본항공 그룹의 기재가 일부 부활했다.
  - 카데나 기지의 이착륙기로 록히드 SR-71 블랙 버드가 등장한다.
- 센다이 First Flight, First Control(F.F.F.C.)…센다이 공항
  - 등장 항공회사…일본항공・전일본공수・일본 화물항공・JAL Express・중일본항공 서비스・스카이마크 항공・북일본항공・해상보안청・항공대학교・베트남 항공・콘티넨탈 항공・에바 항공・안트노프 항공
  - 교차하는 활주로를 사이로 항공대학교의 훈련도 실시하기 때문에 시리즈 중의 난이도는 상급이다. 시나리오도 꽤 어렵다. (안개로 활주로 폐쇄 등)
  - 이륙기에 교차 이륙을 지시할 수 있다.
  - 이번 작품부터 다시 일본 항공기가 등장하게 되었다. (새로운 도장으로)
  - 안트노프 항공의 An-124가 등장한다.
- 신치토세 Snow Scape…신치토세 공항・치토세 기지
  - 등장 항공회사…일본항공・전일본공수・AIRDO・홋카이도 에어시스템・IBEX 항공・대한항공・중국동방항공・호주항공・콘티넨탈 항공・에바 항공・SAT 항공・카리타 항공・카고룩스 항공・폴라 에어카고・항공자위대
  - 군민공용공항의 4번째 작품이다. 적설시의 활주로 폐쇄도 재현되었다.
  - 정부전용기, DHC-6이 등장한다.
  - 에이프런 에리어에서 항공기가 집중되는 경우도 있어 난이도가 꽤 있다.
  - 최초의 세 스테이지가 여름의 관제, 후의 세 스테이지가 겨울의 관제이다.
- 칸쿠 Cross Over Area…간사이 국제공항
  - 등장 항공회사…일본항공・전일본공수・스카이마크 항공・싱가포르 항공・타이 항공・에바 항공・중국동방항공・대한항공・아시아나항공・베트남 항공・호주항공・노스웨스트 항공・유나이티드 항공・블라디보스토크 항공・에미레이트 항공・에어프랑스・알리탈리아 항공・스위스 국제항공・영국항공・페덱스・국토교통성
  - 최초의 광역관제편. 오사카 국제공항・도쿠시마 공항・다카마쓰 공항의 출역관제・입역관제도 실시한다.
  - 걸프스트림기가 비즈니스기로 등장한다.
  - 공용개시 전의 B활주로가 재개되어 시험비행이 포함된 스테이지도 있다.
  - 이번 작품부터 푸시백시에 항공기가 반대 방향을 지시할 수 있게 되었다.
- 후쿠오카 Oriental Wings…후쿠오카 공항
  - 등장 항공회사…일본항공・전일본공수・아마쿠사 항공・스카이마크 항공・대한항공・아시아나항공・중화항공・에바 항공・중국동방항공・싱가포르 항공・타이 항공・베트남 항공・호주 항공・콘티넨탈 항공
  - 34번 활주로로의 ILS 정비 전(후의 세 스테이지)와 ILS 정비 후(최초의 세 스테이지)의 플레이가 가능하다.
  - 이번 작품에서는 오래간만에 테크노에어가 등장한다.
  - 이번 작품부터 착륙한 항공기가 활주로에서 탈출하는 경우에 유도로를 선택할 수 있도록 되었다.
  - 이번 작품만 출발편에 대해 한 번 지시한 사용 활주로를 변경할 수 있다.
  - 이번 작품의 난이도는 시리즈 중 1, 2위를 다툴 정도로 높다고들 한다.
- 도쿄 빅윙 DualSite…도쿄 국제공항(하네다 공항)
  - 등장 항공회사…일본항공・전일본공수・일본 트랜스오션 항공・에어닛폰・에어닛폰 네트워크・스카이마크 항공・홋카이도 국제항공・스카이넷 아시아 항공・해상보안청・국토교통성・대한항공・아시아나항공
  - 제2터미널 개업 후의 도쿄국제공항을 무대로 「도쿄 빅윙 Complete」과는 독립적인 별도의 소프트웨어이다. (두 작품에 업그레이드・호환 등의 관계는 없다.)
  - VC-25・C-32를 시작으로 VIP기가 등장한다.
  - 이 작품부터 새로운 렌더링 엔진을 사용한 화상이 도입되어 빛의 반사 등이 좀 더 정밀하게 표현되었다.
- 오사카 Intercity Airport…오사카 국제공항(이타미 공항)
  - 등장 항공회사…일본항공・전일본공수・JAL Express・일본 트랜스오션 항공・일본 에어커뮤터・에어닛폰・에어닛폰 네트워크・스카이마크 항공・국토교통성・대한항공・아시아나항공・싱가포르 항공・타이 국제항공
  - 실제가 광역관제인 관계로 간사이 국제공항・고베 공항의 출역관제・입역관제도 실시한다.
  - 발매 시점(2006년 6월 2일)에는 소음 문제로 이미 취항하지 않게 된 보잉 747도 등장한다(실제 오사카 공항에 정기편으로 온 것은 3월 31일까지이다.).
  - 이륙기에 교차 이륙을 지시할 수 있다.(32L 활주로 사용시에 진입하는 유도로로 W1과 W2를 선택할 수 있다.)
  - 이 작품의 초회한정판에는 예전 보쿠관 시리즈의 덤으로 수록된 미니 게임의 3D판 「나는 그라운드 서비스 2」가 동봉되어 있다. 푸시백이나 유도 등으로 있는 지상 계원의 일을 게임으로 플레이할 수 있다. (「나는 그라운드 서비스 2」는 비매품이지만 발매사인 테크노브레인 사이트에 따르면 『요청이 많으면 조만간 따로 판매할 지도 모르겠습니다!(가공의 대학 「테크노 대학」의 Dr. brain의 발언)』라고 상품화의 뜻을 내비쳤다.)
- 센트레어 츄부 국제공항…츄부 국제공항(센트레어)
  - 등장 항공회사…일본항공・전일본공수・JAL Express・J-AIR・에어 니폰・에어 니폰 네트워크・에어 센트럴・대한항공・아시아나항공・중화항공・에바 항공・싱가포르 항공・타이 항공・중국동방항공・노스웨스트 항공・유나이티드 항공・콴타스 항공・가루다 인도네시아 항공・핀란드 항공・베트남 항공・안트노프 항공・에미레이츠 항공・항공자위대
  - 에어버스 A380・보잉 747-400LCF・항공자위대의 E-767가 등장한다. 또한 보잉 787의 부품도 적하되어 등장한다.
  - 이 작품부터 지상 주행하는 항공기의 속도에 명확한 차이가 있다.(항공기 이외의 차량 등은 이전부터 속도차가 있었다.)
- 칸쿠 Brightly Pass…간사이 국제공항
  - 특별 한정판은 2007년 1월 1일, 통상판은 2007년 1월 26일 발매되었다.
  - 등장 항공회사…일본항공・전일본공수・스카이마크・일본 화물항공・노스웨스트 항공・유나이티드 항공・FeDex・유피에스・에어캐나다・중국동방항공・대한항공・아시아나항공・에바 항공・중화항공・타이 국제항공・베트남 항공・싱가포르 항공・가루다 인도네시아 항공・에어프랑스・루프트한자 항공・알리탈리아 항공・에미레이트 항공・핀란드 항공・블라디보스토크 항공・콴타스 항공・에어록
  - 「칸쿠 Cross Over Area」의 속편으로 공항의 야경이 재현되어 있다. 이 작품도 광역 관제로 오사카 국제공항・도쿠시마 공항・다카마쓰 공항의 출역관제・입역관제도 실시한다.
  - 2007년 8월에 운용 개시한 B 활주로를 사용 가능하다. 또한 정비 지점이 하나가 줄어든 것으로 재현되어 있다.
  - 새로이 유피에스(UPS), 에어 캐나다, 에어록이 등장한다. 또한 체펠린 비행선도 테크노에어기(機)로 등장한다.
  - 에어록의 Sunny 요코하마도 목소리 출연했다.
  - 칸쿠 Cross Over Area에 등장하지 않은 핀란드 항공・콴타스 항공・가루다 인도네시아 항공・중화항공・일본화물항공도 등장한다.
  - 공항이나 주변 지도의 기본 구조는 B 활주로나 고베 공항이 추가된 점 이외에는 「칸쿠 Cross Over Area」와 거의 똑같지만, 「도쿄 빅윙 Dualsite」 이후로 채용된 새로운 렌더링 엔진이 이 작품에서 쓰이고 있다.

### 베스트 컬렉션
보쿠관 2의 일부 타이틀은 「베스트 컬렉션」으로 재발매되었다. 베스트 컬렉션에서는 패키지나 동봉물이 간략화되어 있어서 가격이 할인되었다. 게임 내용은 통상판과 다르지 않다.
이하의 제품이 베스트 컬렉션으로 발매되었다.
- 칸쿠 Cross Over Area
- 신치토세 Snow Scape
- 센다이 First Flight, First Control
- 오키나와・남풍의 항적
- 후쿠오카 Oriental Wings
- 가고시마 낙도관제 리뉴얼판
- 오사카 Intercity Airport
- 나리타 Starlight Airways
- 도쿄 빅윙 Dualsite
- 센트레어 츄부국제공항

## 나는 항공관제관 3
그래픽 엔진으로 「Pegasus 3D ver.V」를 채용해, 한층 더 리얼리티를 실현한 새로운 시리즈이다. 「보쿠관 3」라고 통칭한다. 「보쿠관 2」와 같은 3D 그래픽이지만 건물이나 항공기의 모습이 현실과 꽤 가까이 진화한 형태는 정말로 스케일 비율도 실제의 것과 비슷해서 게임 지도도 대폭 확대된 또한 보잉 협력으로 제작되어 보잉 사의 공식 인정을 받았다.
그래픽 면의 진화뿐만 아니라 항공 관제나 조작의 면에 있어서도 「보쿠관 2」에서 크게 변해서 자유도가 증가했다.

### 시리즈 일람
- 도쿄 빅윙…하네다 공항
  - 2008년 2월 25일 발매
  - 등장 항공회사…일본항공・전일본공수・일본 트랜스오션 항공・에어 니뽄・에어 니뽄 네트워크・스카이마크・홋카이도 국제항공・해상보안청・국토교통성
  - 가격 : 7,800엔(세금 포함 8,190엔)
- 오키나와 Blue Corridor…나하 공항
  - 팬 서비스판은 2008년 7월 2일, 통상판은 2008년 7월 10일 발매
  - 등장 항공회사…전일본공수・일본 트랜스오션 항공・류큐 에어커뮤터・에어 니뽄・스카이마크・갤럭시 항공・중화항공・아시아나항공・중국동방항공・항공자위대・해상자위대・해상보안청・미국 공군・미국 해군・NASA
  - 가격 : 7,800엔(세금 포함 8,190엔)
- 오사카 Parallel Contact…오사카 국제공항
  - 10주년 프리미엄 BOX는 2008년 10월 24일, 통상판은 2008년 11월 21일 발매
  - 가격 : BOX 10,000엔(세금 포함 10,500엔), 통상판 7,800엔(세금 포함 8,190엔)
- ANA Edition…도쿄 국제공항(하네다 공항)
  - 2008년 11월 1일 발매
  - 등장 항공회사…전일본공수
  - 가격 : 3,800엔(세금 포함 3,990엔)
- 홍콩 카이탁 공항…카이탁 공항
  - 모든 시리즈를 통틀어 처음으로 일본 밖의 공항[9]
  - 초회한정판은 2009년 2월 27일, 통상판은 2009년 3월 20일 발매
  - 등장 항공회사…캐세이퍼시픽 항공・홍콩 드래곤 항공・에어 홍콩・중국동방항공・에바 항공・가루다 인도네시아 항공・에어 프랑스・노스웨스트 항공・일본항공・전일본공수
  - 가격 : 8,800엔(세금 포함 9,240엔)
  - 캐세이퍼시픽 항공의 녹색 줄, 전일본공수의 모히칸 도장 등 구 도장으로 등장하는 항공회사도 있다.
  - 홀드 포인트가 많아서 이것을 얼마나 활용하는가가 좁은 항공의 지상 운용을 잘 하는 척도가 된다.
  - Stage 1 전에 훈련 스테이지가 추가되어 있다.
- 센다이 에어맨쉽…센다이 공항
  - 2009년 6월 26일 발매.
  - 등장 항공회사…등장 항공회사・단체…일본항공・전일본공수・홋카이도 국제항공・IBEX 에어라인즈・에바 항공・아시아나항공・항공대학교・북일본항공・해상보안청・항공국
  - 가격 : 7,800엔(세금 포함 8,190엔)
- 신치토세 Snowing Day…신치토세 공항
이 시리즈부터 윈도 7에 대응(작동 환경도 사양이 높아서 주의가 필요)
  - 초회한정판 : 2009년 10월 22일, 통상판 : 2009년 11월 27일 발매
  - 등장 항공회사…JAL 그룹・ANA 그룹・홋카이도 국제항공・IBEX 항공・스카이마크・사할린 항공・중화항공・중국동방항공・캐세이퍼시픽 항공・일본화물항공・항공자위대・해상보안청
  - 가격 : 초회한정판 8,800엔(세금 포함 9,240엔), 일반 7,800엔(세금 포함 8,190엔)
  - 초회 특전 : 추가 스테이지 다운로드 티켓(3 스테이지 추가)
  - 테크노브레인의 온라인 상점인 AirShop에서 초회한정판을 예약 구매하면 위의 초회 특전 추가 스테이지와는 별도로 추가 스테이지 다운로드 티켓(1 스테이지 추가)이 특전으로 동봉된다.
- 칸쿠 Cross Over…간사이 국제공항
  - 초회한정판 : 2010년 2월 25일, 일반 2010년 3월 19일 발매 예정
  - 등장 항공회사…JAL 그룹・ANA 그룹・스카이마크・아시아나항공・에바 항공・중국동방항공・캐세이퍼시픽 항공・타이 국제항공・가루다 인도네시아 항공・에어 프랑스・핀에어・유나이티드 항공・일본화물항공・UPS(United Parcel Service)・해상보안청
  - 가격 : 초회한정판 8,800엔(세금 포함 9,240엔), 일반 7,800엔(세금 포함 8,190엔)
  - 초회 특전 : 화물 태그 타입 타월형 티켓
  - 테크노브레인의 온라인 상점인 AirShop에서 초회한정판을 예약 구매하면 테크노 소재로 제작한 칸쿠 팬 지도가 특전으로 동봉된다.
  - 광역 관제 때문에 오사카 국제공항・고베공항의 출역관제・입역관제도 실시한다. 새롭게 「고도 지시」 기능이 탑재되었다.
- 도쿄 Dream Gateway…도쿄 국제공항(하네다 공항)
  - 초회한정판 : 2010년 8월 26일, 일반 2010년 9월 27일
  - 등장 항공회사/기관…일본항공(JAL)・일본트랜스오션항공(JTA)・전일본공수(ANA)・스카이넷 아시아・스카이마크・홋카이도 국제항공(Air Do)・아시아나항공・유나이티드 항공(UA)・에어아시아X・타이 항공・에바 항공・하와이안 항공・중화항공(China Airlines)・중국동방항공・상하이 항공・케세이퍼시픽 항공・해상보안청(JCG)・국토교통성・일본 항공자위대(JASDF)・테크노브레인 항공(가상 항공사,TBA)
  - 테크노브레인의 온라인 상점인 AirShop에서 초회한정판을 예약 구매하면 새로운 D활주로를 본뜬 USB 메모리 스틱이 특전으로 동봉된다.
  - 새로운 D활주로(5/23), 관제탑, 그외 국제선 청사가 새로 추가됨, 기존의 1 터미널(JAL),2 터미널(ANA)에도 변경이 있음
- 가고시마 Island Line…가고시마 공항
  - 초회한정판 : 2010년 12월 17일, 일반 2011년 1월 21일
  - 등장 항공회사/기관…일본항공(JAL)・전일본공수(ANA)・스카이넷 아시아・스카이마크・중일본항공・오리엔트 에어・중화항공(China Airlines)・중국동방항공・해상보안청(JCG)・일본 항공자위대(JASDF)・일본 해상자위대
  - 테크노브레인의 온라인 상점인 AirShop에서 초회한정판을 예약 구매하면 '나는 운항정보관' 다운로드 티켓이 특전으로 동봉된다.
- 이바라키 항공 축제…이바라키 공항
  - 일반 : 2011년 3월 24일
  - 등장 항공회사/기관…스카이마크・아시아나항공・일본 항공자위대(JASDF)・일본 해상자위대・미국 공군・미국 해군
- 하와이 호놀룰루 국제공항…호놀룰루 국제공항
  - 초회한정판 : 2011년 7월 22일, 일반 2011년 8월 19일
  - 홍콩 카이탁 다음으로 시리즈 중에서는 두 번째 일본 밖의 공항.
  - 등장 항공회사/기관…일본항공(JAL)・하와이안 항공・유나이티드 항공・중화항공(China Airlines)・UPS(United Parcel Service)・와신 에어(Washin Air)

- ANA 787 에디션…도쿄 국제공항 (하네다 공항)
  - 2012년 4월 27일
  - 가격 : 4800円
  - 처음으로 보잉 787 드림라이너가 출현한다.
  - 등장 항공회사/기관…전일본공수(ANA)・레드에어(가상)

- 나리타 World Wings…나리타 국제공항
  - 초회한정판 : 2011년 12월 22일, 일반 : 2012년 1월 20일
  - 가격 : 초회한정판 - 9000円(세금포함9450円),일반 7800円(세금포함8190円)
  - 등장 항공회사/기관…일본항공 (JAL)· 아시아나항공· 유나이티드항공· UPS· 일본화물항공(NCA)· 중국동방 항공· 중국화물항공· 타이항공· 에어프랑스· 에바항공· 스카이마크항공· 캐세이퍼시픽항공· 중화항공 등 7개 항공사 (총 20개)
  - A380이 출현하며,그라운드 구역별로 이동속도가 다르다.
  - 저속 구역은 램프 관제를 받는다.

- JAL Edition…도쿄 국제공항
  - 일반 : 2012년 11월 10일
  - 가격 :4800円(세금포함)
  - 등장 항공회사/기관…일본항공 (JAL)
  - B787이 출현한다.

- 주부 Centrair…주부국제공항
  - 초회한정판 : 2012년 11월 15일, 일반 : 2012년 12월 21일
  - 가격 : 초회한정판 - 8800円(세금포함9240円),일반 7800円(세금포함8190円)
  - 등장 항공회사/기관…일본항공 (JAL)·전일본공수 (ANA)· 아시아나항공· 일본 화물항공(NCA)· 타이항공· 에바항공· 스카이마크항공· 캐세이퍼시픽항공· 중화항공 ·유나이티드항공·핀에어·필리핀항공·IBEX
  - B787, 보잉 747 LCF, 보잉 747-8이 출현한다.

### 챌린지！
보쿠관 3를 저렴한 가격에 체험할 수 있도록 입문편이 발매되었다. 입문에 적당한 3 스테이지가 수록되어 있다.
- 챌린지!…도쿄 국제공항(하네다 공항)
  - 2008년 4월 25일 발매
  - 등장 항공회사…일본항공・전일본공수
  - 가격 : 2,800엔(세금 포함 2,940엔)
  - 보쿠관 3의 「도쿄 빅윙」을 저렵한 가격으로 구입할 수 있는 우대 서비스가 동봉되어 있다. 세금 포함 4,000엔(배송료 500엔)으로 구입할 수 있다. 하지만 상품 상자가 동봉되지 않는다.
- 챌린지! 2…도쿄 국제공항・나하 공항
  - 2009년 7월 31일 발매
  - 등장 항공회사…JAL 그룹・ANA 그룹
  - 가격 : 2,800엔(세금 포함 2,940엔)

### 작동 환경
- OS: 윈도우 XP / Vista
- CPU: 1.8GHz 이상(Pentium 4 기준)
- RAM: 윈도우 XP에서는 512MB 이상 / 윈도우 비스타에서는 1GB 이상
- HDD: 1.2GB 이상의 빈 공간
- 그래픽： DirectX 9 이상 대응의 비디오카드
  - Intel915G 이상
  - 엔비디아 지포스 5000 이상
  - ATI(AMD) 라데온 X300이상, 또는 라데온 9200 이상
- 그래픽카드 메모리: 윈도우 XP에서는 64MB 이상 / 윈도우 비스타에서는 128MB 이상
- 사운드: DirectX 사운드 호환
- 미디어: DVD-ROM
- 디스플레이: 해상도 1024×768 이상

## 윈도판 이외의 작품

### 플레이스테이션판
- 나는 항공관제관(1999년 12월 22일 발매. 발매처 : 일본 시스콘)…보쿠관을 기본으로 하네다・나리타・신치토세・나고야・오사카・칸쿠・히로시마니시・후쿠오카・미야자키・사가・코마츠 열 개의 공항이 수록된 패키지이다. 수록된 모든 항공회사의 협력을 받아 놓아서 모두 실명이다.

### GBA판
- 나는 항공관제관(2001년 3월 21일 발매. 발매처 : TAM, 제작사 : 그래픽 리서치)…보쿠관을 기본으로 하네다・나고야(현재 : 현영 나고야 공항)・칸쿠・신치토세 네 개의 공항이 수록된 것이다. 일본 에어시스템(현재 일본항공 인터내셔널)만 협력했기 때문에 JAS 이외에는 모두 가공의 항공회사이다.

### PSP판
- 나는 항공관제관 에어포트 히어로 나리타(2006년 6월 27일 발매. 발매처 : Sonic Powered)…보쿠관 2를 기본으로 나리타 공항을 수록하였다. 수록 항공회사는 모두 가공이다.
- 나는 항공관제관 에어포트 히어로 나하(2006년 9월 28일 발매. 발매처 : Sonic Powered)…PSP판의 두 번째판. 수록 항공회사는 모두 가공이다.
- 나는 항공관제관 에어포트 히어로 신치토세(2007년 2월 22일 발매. 발매처 : Sonic Powered)…PSP판의 세 번째판. 수록 항공회사는 모두 가공이다. 자신의 플레이를 뒤에서부터 보는 것이 가능한 리플레이 기능이 들어가 있다.

### NDS판
- 나는 항공관제관 DS(2007년 2월 22일 발매. 발매처 : Inter Channel Inc., 제작사 : Sonic Powered)…보쿠관의 시스템을 기본으로 후쿠오카 공항, 간사이 국제공항, 츄부 국제공항, 하네다 공항, 신치토세 공항을 수록했다. 수록 항공회사는 모두 가공이다.

### Mobile판
au(EZ 애플리케이션, BREW와 java), NTT 도코모(i 애플리케이션), 소프트뱅크 모바일(S! 애플리케이션), 윌컴(java 애플리케이션)에 2D의 「보쿠관」타입이 전송된다(제공 : Sonic Powered). 수록 항공회사는 가공으로, 일본 에어, 전일본항공, 노스 플라이트, 말레 항공, 시에어 프랑스라는 명칭이다. 하지만 ANA판에서는 전일본기(機) 운용을 체험할 수 있다.

#### au
- 나는 항공관제관 for BREW…후쿠오카 공항(초급, 중급)・간사이 국제공항(중급)・츄부 국제공항・나리타 국제공항(상급)・도쿄 국제공항(초급)・신치토세 공항(중급)・미야자키 공항(초급)의 아홉개 소프트웨어가 있다.
- 나는 항공관제관 for Phase3.0…튜토리얼(무료)・체험판(무료)・간사이 국제공항(초급, 중급, 상급)・후쿠오카 공항(초급, 중급)・나고야 공항(초급, 중급, 상급)・미야자키 공항(초급, 중급)・신치토세 공항(중급)・나리타 국제공항(초급, 상급)・도쿄 국제공항(초급)・츄부 국제공항의 열일곱개 소프트웨어가 있다.

#### DoCoMo
- 나는 항공관제관 DX for i…나리타 국제공항(상급)・간사이 국제공항(중급, 상급)・후쿠오카 공항(중급)・미야자키 공항(초급)・튜토리얼의 여섯개 소프트웨어가 있다.
- 나는 항공관제관 for i…후쿠오카 공항(초급, 중급)・나고야 공항(중급, 상급)・신도쿄 국제공항(상급)・신치토세 공항(상급)・미야자키 공항(초급)・도쿄 국제공항(중급)・츄부 국제공항(초급)・튜토리얼의 열개 소프트웨어가 있다.

#### SoftBank
- 나는 항공관제관 for S!…간사이 국제공항(초급, 중급)・신치토세 공항(중급)・나리타 국제공항(상급)・미야자키 공항(초급, 중급)・츄부 국제공항・후쿠오카 공항(초급)・체험판(무료)의 아홉개 소프트웨어가 있다.

#### WILLCOM
- 나는 항공관제관 EX for WILLCOM…간사이 국제공항(중급)・후쿠오카 공항(초급)・신치토세 공항(중급)・미야자키 공항(초급)・츄부 국제공항・튜토리얼(무료)의 여섯개 소프트웨어가 있다.
- 나는 항공관제관 for WILLCOM…신치토세 공항(중급)・미야자키 공항(초급)・간사이 국제공항(중급)・후쿠오카 공항(초급)・츄부 국제공항・튜토리얼(무료)의 여섯개 소프트웨어가 있다.

## 기타

### 테크노에어
스테이지에 있어서 기체 등에 문제가 발생하는 경우도 있다. 하지만 게임 도중뿐만 아니라 실제 항공회사에 심각한 문제가 발생하는 경우를 피하기 위해 「테크노에어」라는 가공의 항공회사를 등장시켜 시나리오 상의 문제를 일으키고 있다. 가공의 항공회사가 등장하는 경우에 대해서는 의견이 분분해서, 현실성이 떨어진다는 의미도 있지만, 한편으로는 문제가 발생하는 경우에 비추어 게임성이 높다고 하는 평가도 있다.
또한 테크노에어(TechnoAir)는 약칭・애칭, 콜사인이라서 정식 명칭은 Technobrain Airlines이다(항공회사 코드는 TBA). 항공 사업자로서 테크노에어는 DHC-8과 같은 소형기부터 보잉 747과 같은 대형기, 비행선, 끝내는 전투기까지 보유하고 있어서, 노선도 일본 국내의 장거리・단거리 노선부터 국제선까지 폭넓게 취항한 설정이다.
| 편명        | 취항 구간(발-착)                  | 기종         | 비고 |
| ----------- | --------------------------------- | ------------ | --- |
| 96          | 도쿄 국제공항-메만베츠 공항       | A300         | 도쿄 빅윙 A에 등장. 6:10분 출발로 짜여 있다. |
| 326         | 도쿄 국제공항-오비히로 공항       | DC-10        | 도쿄 빅윙 A에 등장. 11:38분 출발로 짜여 있다. |
| 662         | 오사카 국제공항-후쿠오카 공항     | 보잉 747-400 | 후쿠오카 Oriental Wings에 등장. 12:40분 도착으로 짜여 있다. |
| 153         | 후쿠오카 공항-오사카 국제공항     | DHC8-400     | 오사카 Intercity Airport에 등장. 16:00분 도착으로 짜여 있다. 푸름을 기조로 한 도색의 테크노에어 기재에 드물게 금색 도장으로 되어있다.                                                                                   |
| 2007        | 간사이 국제공항-앵커리지 국제공항 | 보잉 727     | 간사이 Brightly Pass에 등장. 08:36분 출발로 짜여 있다. |
| (편명 없음) | -                                 | 체펠린 NT    | 간사이 Brightly Pass에 등장. 18:08분 도착으로 짜여 있다. 좌현에는 테크노에어의 A300, 우현에는 같은 회사의 747이 그려져 있다. 기체번호는 JA02TA. 가공의 관련회사 Technobrain Airship Services(항공회사 코드는 TAS) 소속. |
| 2232        | 나하 공항-후쿠오카 공항           | A300 화물기  | 오키나와 Blue Corridor에 등장. 10:05분 출발로 짜여 있다. 기체번호는 JA5963. |
| 8864        | 간사이 국제공항-나하 공항         | A300 화물기  | 오키나와 Blue Corridor에 등장. 13:05분 도착으로 짜여 있다. 기체번호는 마찬가지로 JA5963. |
| 1998        | 유람비행                          | F/A-18E      | 오키나와 Blue Corridor의 팬 스테이지에 등장. 13:10분 출발로 짜여 있다. 기체번호는 JA3396. |
| 9696        | 나하 공항-도쿄 국제공항           | 보잉 747-100 | 오키나와 Blue Corridor의 팬 스테이지에 등장. 13:30분 출발로 짜여 있다. 검은 색의 「테크노성(省)」 도장으로, NASA의 우주왕복선 수송기를 본뜬 기체. 기체번호는 JA4649.                                                    |
| 305         | 오사카 국제공항-후쿠오카 공항     | 보잉 737-500 | 오사카 Parallel Contact에 등장. 이동만 하고 출발은 하지 않는다. 기체번호는 JA600I. |
| 270         | 오사카 국제공항-미사와 공항       | A300         | 오사카 Parallel Contact에 등장. 10:05분 출발로 짜여 있다. 기체번호는 JA8080. |
| 441         | 오사카 국제공항-나가사키 공항     | A300         | 오사카 Parallel Contact에 등장. 10:15분 출발로 짜여 있다. 기체번호는 JA8086. |
| 8210        | 마츠모토 공항-오사카 국제공항     | DHC8-400     | 오사카 Parallel Contact에 등장. 11:10분 도착으로 짜여 있다. 기체번호는 JA2413. |
| 1002        | 신치토세 공항-오사카 국제공항     | 보잉 777-300 | 오사카 Parallel Contact에 등장. 12:20분 도착으로 짜여 있다. 기체번호는 JA3861. |
| 829         | 오사카 국제공항-도쿄 국제공항     | A300         | 오사카 Parallel Contact 11:45분 출발로 짜여 있다. 기체번호는 JA8080. |
| 12          | 후쿠오카 공항-오사카 국제공항     | 보잉 777-300 | 오사카 Parallel Contact에 등장. 14:25분 도착으로 짜여 있다. 기체번호는 JA2861. 테크노에어는 보통 푸른색 계열이지만 이 기체는 드물게 녹색 중심의 도장이다.                                                               |
| 7065        | 타지마 공항-오사카 국제공항       | DHC8-400     | 오사카 Parallel Contact에 등장. 14:19분 도착으로 짜여 있다. 기체번호는 JA3526. 153편도 마찬가지로 금색 도장. |
| 5073        | 오사카 국제공항-오키 공항         | DHC8-400     | 오사카 Parallel Contact에 등장. 13:55분 출발로 짜여 있다. 기체번호 JA2413. |
| 296         | 오사카 국제공항-가고시마 공항     | A300         | 오사카 Parallel Contact에 등장. 16:45분 출발로 짜여 있다. 기체번호 JA8080. |
| 523         | 오사카 국제공항-미야자키 공항     | A300         | 오사카 Parallel Contact에 등장. 16:20분 출발로 짜여 있다. 기체번호는 JA8086. |
| 765         | 도쿄 국제공항-오사카 국제공항     | 보잉 777-300 | 오사카 Parallel Contact에 등장. 18:40분 도착으로 짜여 있다. 기체번호는 JA3861. |
| 1102        | 아마미 공항-오사카 국제공항       | 보잉 737-500 | 오사카 Parallel Contact에 등장. 18:40분 도착으로 짜여 있다. 기체번호는 JA6001. |

### 사용자 특전 선행 예약 판매
사용자로 등록한 사람만을 대상으로 행하는 판매형태로, 일반 발매 약 1개월 전 사용자에게 선행예약 통지 메일을 보낸다. 메일 내용에 지정된 주소로 신청하면, 일반 발매 1주일 정도 전에 사용자에게 송신된다. 그러므로 등록 사용자는 일반 발매 전에 무리 없이 모든 스테이지를 클리어하는 것도 가능하다. 메이커 공인의 플라잉 겟이라는 사례도 있어서, 등록 사용자라는 특전뿐만 아니라, 불법 복제 방지의 측면도 있다.